# Partido Progresista (Chile)
El Partido Progresista (PRO), o solamente Progresistas, fue un partido político chileno fundado en 2010 por Marco Enríquez-Ominami, quien ejerció como diputado del Partido Socialista (PS) y luego fue candidato a la presidencia de la República en las elecciones de 2009, 2013, 2017 y 2021.
Entre sus filas militaron, entre otros, el exdiputado por el PPD Álvaro Escobar, y el actual diputado René Alinco, así como antiguos militantes del PS como Max Marambio. Para el período legislativo 2018-2022, fue elegida como diputada su militante Marisela Santibáñez, que luego renunció para sumarse al Partido Comunista.
En 2018 fue disuelto por el Servicio Electoral (Servel) por no alcanzar la cantidad de votos requeridos para su continuidad. Ante esto se fusionó con País para así formar País Progresista, colectividad que recuperó el nombre de Partido Progresista tras su primer Consejo Federal. En febrero de 2022, fue nuevamente disuelto por no alcanzar la cantidad de votos necesarios para mantener la legalidad. En noviembre de 2022, nuevamente inician el proceso para legalizarse como partido político, esta vez bajo el nombre de Patria Progresista.

## Historia

### Antecedentes
En 2009, la candidatura presidencial de Marco Enríquez-Ominami reunió apoyos transversales hacia un proyecto político amplio de crítica e intento de superación del estancado escenario político chileno, marcado por un esquema "binominal", nombre proveniente del sistema electoral heredado de la Dictadura militar, que tuvo por dos décadas a dos coaliciones con representación en los cargos de elección popular: la Concertación de Partidos por la Democracia que representa a los sectores de centro-izquierda, y la Alianza por Chile que representa a los sectores de la centro-derecha política. Si bien el marco político y programático acerca a esta nueva fuerza a un proyecto de izquierda progresista, ha logrado interpretar y expresar un arco más diverso de identidades, y en especial, a las nuevas generaciones que han permanecido mayoritariamente distantes de las fuerzas políticas constituidas desde la llegada de los gobiernos de la Concertación. Así, la candidatura de Marco Enríquez-Ominami logró en el año 2009 aglutinar a un sinnúmero de organizaciones culturales e identidades políticas y sociales, desde sectores críticos y progresistas de la Concertación, en especial de los Partido Socialista (PS), el Partido por la Democracia (PPD) y el Partido Radical Socialdemócrata (PRSD), a otros partidos como el Movimiento Amplio Social (MAS), el Partido Humanista, el Partido Ecologista, sectores del Partido Regionalista de los Independientes (PRI), y movimientos como la Surda, Cultura Mirista, y otras agrupaciones sociales.
Pero el resultado electoral que sirve de principal antecedente a la construcción del Partido Progresista está dado por la elección presidencial de ese mismo año, donde el candidato independiente Marco Enríquez-Ominami logró una votación nacional de 20.14% (1.405.124 votos), en un resultado histórico que marcó el fin del predominio sin contrapesos del esquema binominal. A pesar de no lograr pasar a segunda vuelta (disputada el 17 de enero entre Sebastián Piñera y Eduardo Frei), logró instalar una nueva fuerza política con resultados inéditos, logrando expresar el descontento ciudadano frente a una desgastada Concertación, y en especial, a las nuevas generaciones que en su mayoría habían estado excluidas de las elecciones nacionales, debido a su no inscripción en los registros electorales, cuestión que ya sumaba a más de 4 millones de personas en el país. Hoy Chile cuenta con inscripción automática y voto voluntario.

### Formación del partido

Primer logo del PRO, desde su fundación hasta 2013.

La candidatura de Marco Enríquez-Ominami derivó en la construcción del Partido Progresista, cuya carta fundamental recoge las ideas principales de la candidatura, además de hacer un llamado a la ciudadanía descontenta a participar de la actividad política. Durante el verano de 2010, más de once mil personas participaron en una inédita elección para dotar de un nombre al nuevo partido político. En mayo del mismo año salió a la luz la opción ganadora: Partido Progresista (PRO).
Luego de un arduo proceso de recolección de firmas, el 15 de abril de 2011 Marco Enríquez-Ominami, acompañado por la directiva de partido, llegó hasta las dependencias del Servicio Electoral en Santiago de Chile para recibir de manos del director la entidad, Juan Ignacio García Rodríguez, la documentación que acreditaba que el PRO se convirtió en un partido político legal. Fue inscrito en las regiones X, XV, I y II, con dos mil quinientos militantes, mientras continuó la recolección de firmas para poder inscribir el partido a nivel nacional.
El 19 de julio de 2011, ante el Servicio Electoral, el partido entregó 15 mil firmas para continuar con su proceso de legalización, pero en la Región Metropolitana, de Santiago de Chile. Los lineamientos de la colectividad apuntaban a estar inscrito a fines de octubre en la mayoría de las regiones del país, lo cual le permitiría presentar candidatos para las elecciones municipales de 2012 en la mayor parte del país y también concretar alianzas con otras fuerzas políticas.
El partido fue inscrito oficialmente a nivel nacional en enero de 2012, convirtiéndose en el primer partido político del siglo XXI legalizado en Chile.

### Primeras elecciones (2012-2013)
Para las elecciones municipales de 2012 se unió con el Partido Ecologista Verde para formar la coalición El Cambio por Ti. Consiguió la elección de siete alcaldes (entre militantes del PRO e independientes respaldados por la colectividad), destacando los triunfos en municipios emblemáticos como Arica, Calama e Isla de Pascua. Dicho pacto se disolvió tras los comicios, ya que los ecologistas decidieron tomar un camino propio con miras a las elecciones presidenciales del año siguiente.
El 4 de octubre de 2012 el partido proclamó a Marco Enríquez-Ominami como su abanderado para la elección presidencial de 2013. En las elecciones parlamentarias y de consejeros regionales se unió al Partido Liberal (ex ChilePrimero) en el pacto Si tú quieres, Chile cambia. Enríquez-Ominami resultó tercero en la presidencial, con el 10,98% de las preferencias, mientras que el PRO no consiguió la elección de ningún diputado. Para la segunda vuelta, el excandidato llamó a sus electores a votar por una asamblea constituyente, es decir, marcar AC en su voto para mostrar su opción por la realización del proceso para cambiar la Constitución. Aun así, un grupo de militantes liderados por Marcelo Trivelli y los alcaldes Salvador Urrutia (Arica), Fernando San Román (Tocopilla) y Fernando Huaiquil (Galvarino) entregó su respaldo a la candidata de la Nueva Mayoría  (de izquierda), Michelle Bachelet.

### Pacto con partidos regionalistas y fusión con País (2016-2018)
El 10 de abril de 2016 la colectividad anunció el lanzamiento de un nuevo pacto político llamado Yo Marco por el Cambio junto con los partidos Democracia Regional Patagónica y Frente Regional y Popular con tal de presentar candidaturas a alcalde y concejal en las elecciones municipales de dicho año.

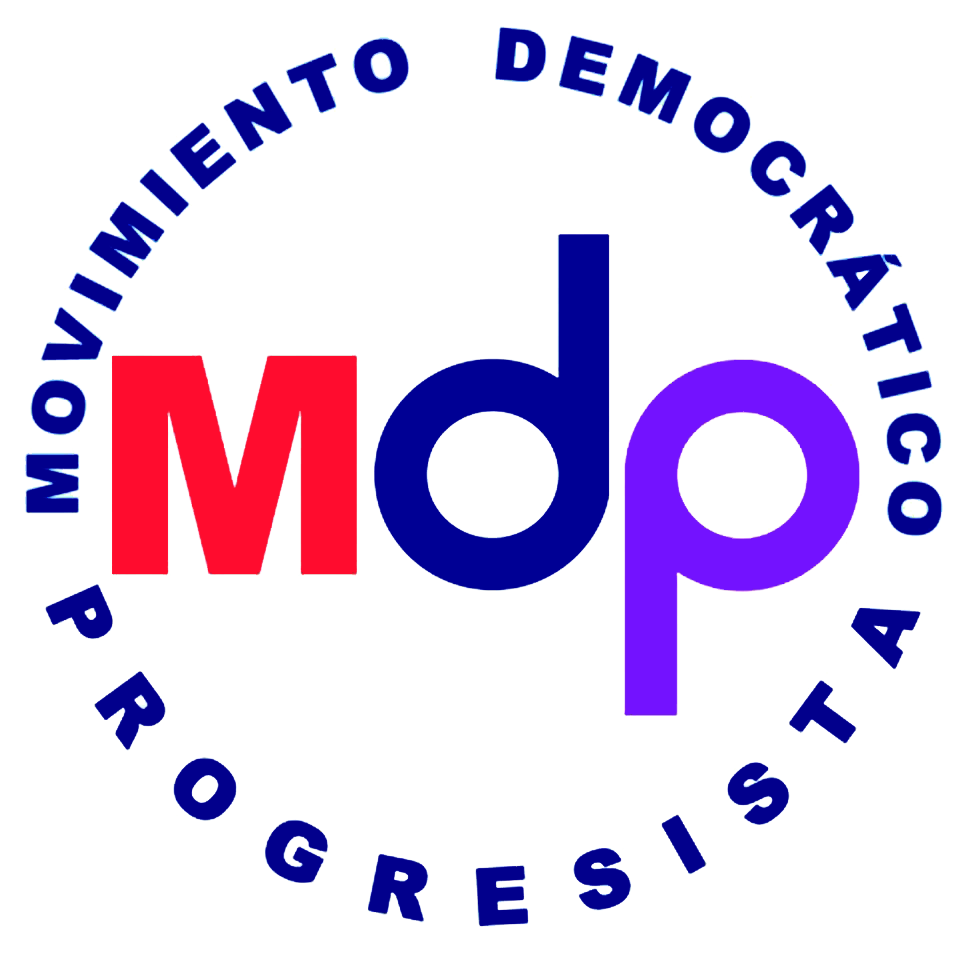
Logotipo del Movimiento Democrático Progresista.

El 20 de diciembre de 2016, un grupo de militantes de la rama juvenil del PRO anunció su renuncia al partido, acusando falta de diálogo y democracia interna al interior del partido. El 10 de enero de 2017 más de 70 militantes del partido anunciaron su renuncia al PRO para crear el Movimiento Democrático Progresista, el cual terminó integrado en el Frente Amplio.
En 2017, el PRO inició conversaciones para integrar un posible pacto parlamentario con el Partido Comunista, en un acto que no incluiría la integración formal de la colectividad a la Nueva Mayoría o el apoyo a su candidato presidencial en primera vuelta. En el proceso de refichaje, el partido fue constituido a nivel nacional, por lo que quedó en condiciones de presentar la tercera postulación consecutiva de Enríquez-Ominami a una candidatura presidencial.

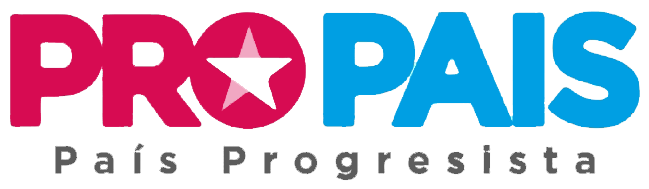
El logo de País Progresista (2018-2019)

En la elección presidencial de 2017, el abanderado del PRO Marco Enríquez-Ominami solo logró un 5,71 % de las preferencias, quedando en el sexto lugar entre ocho candidatos. Para las elecciones parlamentarias, el PRO hizo una alianza con el partido País —liderado por Alejandro Navarro— en el pacto «Por Todo Chile». Obtuvo el 3,34 % en la elección de diputados, obteniendo su primer escaño en la Cámara, con el triunfo de Marisela Santibáñez en el nuevo distrito 14. Para la segunda vuelta presidencial el PRO decidió entregar su respaldo al candidato de La Fuerza de la Mayoría, Alejandro Guillier.
Debido a que la colectividad no alcanzó los mínimos para su existencia legal como partido, anunció su fusión con el partido País el 15 de diciembre de 2017, en el partido País Progresista (PRO País). La escritura oficial de fusión del PRO y País en País Progresista fue firmada el 11 de enero de 2018 y publicada por el Servel el 23 de febrero del mismo año. La fusión fue reconocida oficialmente por el Servel el 8 de mayo.

### Miembro de Unidad para el Cambio y convergencia con laIzquierda Ciudadana(2018-2020)
Durante el Primer Consejo Federal de PRO País, que fue realizado el 30 de octubre de 2018, se decidió recuperar el nombre de Partido Progresista. Dicha modificación fue reconocida oficialmente en 2019. En marzo de 2019 el PRO perdió representación parlamentaria debido a la renuncia de la diputada Marisela Santibáñez, quien finalmente se trasladó al Partido Comunista. Alejandro Navarro quedó como referente del partido en el Senado.
El 11 de mayo de 2019 la colectividad se sumó al Partido Comunista (PCCh) y a la Federación Regionalista Verde Social (FRVS) para formar la coalición Unidad para el Cambio, que pretendía competir en las elecciones municipales originalmente fijadas para 2020.
El 10 de agosto de 2019, el PRO se unió con la Izquierda Ciudadana, encabezada por su primer y último presidente: el exministro Victor Osorio Reyes y Francisco Parraguez. La IC, colectividad que integró la Nueva Mayoría, suscribió con la dirigencia nacional del Partido Progresista un documento titulado “Nuestro compromiso de unidad progresista: una herramienta para luchar por un nuevo Chile”.
En enero de 2020 conformó el comando Apruebo Chile Digno para apoyar las opciones «Apruebo» y «Convención Constitucional» en el plebiscito nacional realizado en octubre de ese año.

### Unidad Constituyente (2020-2021)
El 30 de septiembre de 2020, el PRO se retiró del pacto Unidad para el Cambio al integrarse a Unidad Constituyente junto con Convergencia Progresista, Ciudadanos y el Partido Demócrata Cristiano para las elecciones de gobernadores regionales y convencionales constituyentes de 2021.
En 2021, el senador y excandidato presidencial (antes ligado al PR), Alejandro Guillier, se unió de forma plena al PRO, aumentado el número de senadores del partido a dos.
A mediados de julio, el Partido Progresista confirmó su participación con un candidato presidencial que irá en representación del partido para las elecciones de noviembre, de los cuales se barajan las opciones de los excandidatos presidenciales, Marco Enríquez-Ominami o Alejandro Guillier, a pesar de que en Unidad Constituyente ya existían varias candidaturas como Paula Narváez (PS-PPD-PL), Carlos Maldonado (PR) y Yasna Provoste (DC). Finalmente, el PRO no envió ningún candidato a la consulta ciudadana de Unidad Constituyente y Yasna Provoste (PDC) fue confirmada como la abanderada del sector.

#### Elecciones del 2021 y crisis

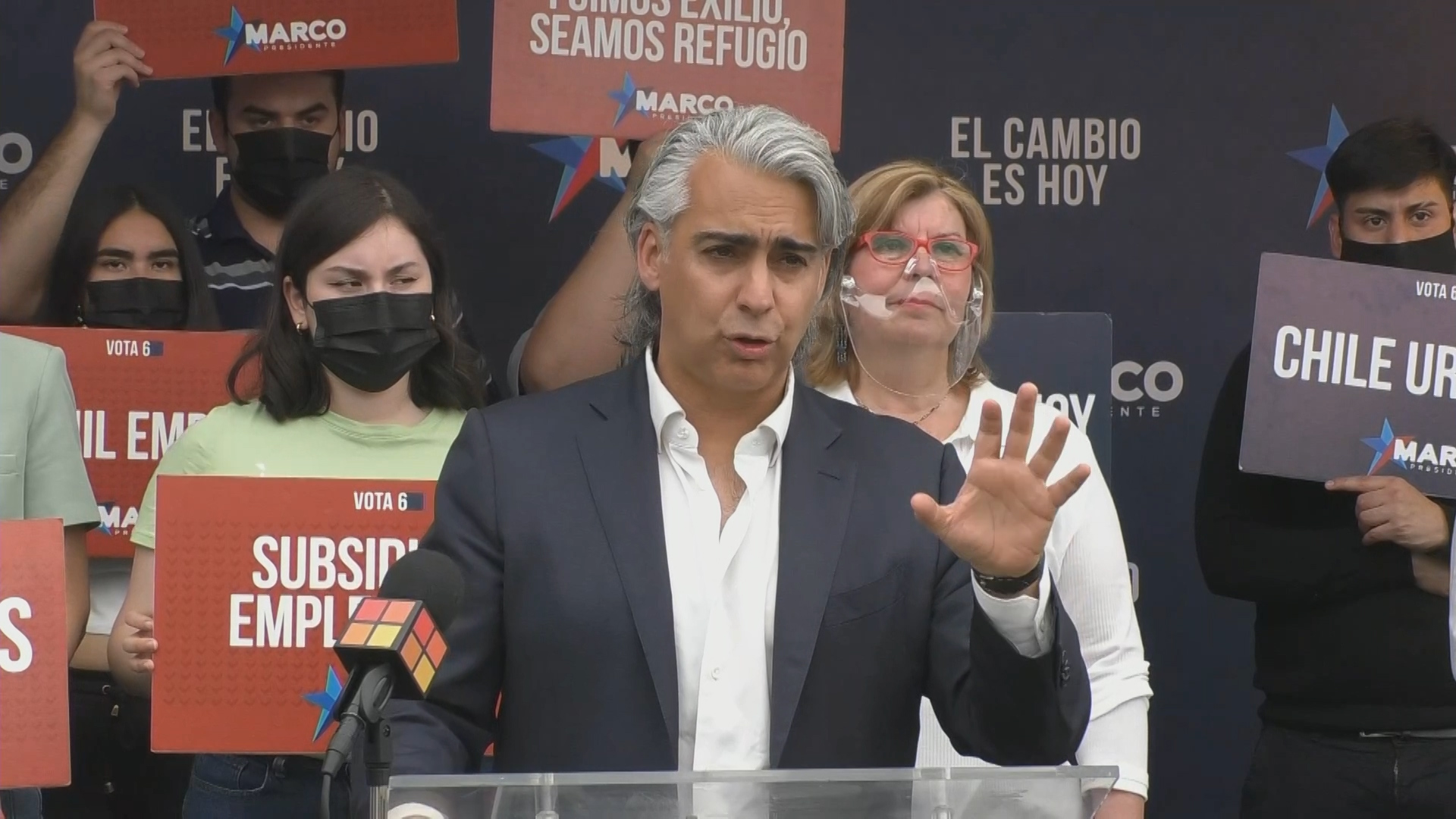
ME-O durante un acto de campaña en 2021.

Días antes de la fecha límite de inscripción de candidaturas en el Servel, ME-O anunció su cuarta carrera presidencial, aun cuando en la consulta ciudadana de Unidad Constituyente haya vencido Provoste. Frente a esto, Unidad Constituyente excluyó al PRO del conglomerado, por lo que el partido asistió individualmente a las elecciones de noviembre. Debido a esto, Guillier anunció que no se repostularía al Senado.
Ante este escenario, el PRO sufrió una fuga masiva de militantes de base, incluyendo al senador Alejandro Navarro, quien de paso, anunció su apoyo a la candidata de Unidad Constituyente Yasna Provoste. De la misma forma, el senador Guiller anunció su renuncia del PRO, criticando a ME-O por romper con Unidad Constituyente, acusándolo de individualista y de poner en peligro la existencia legal del partido, además hizo pública su preferencia a la candidatura de Provoste.
Sin embargo, el día 4 de septiembre de 2021, el Tribunal Electoral informó que ME-O quedaría excluido de las elecciones presidenciales por sus vínculos y acusaciones con el caso OAS. Pese a esto, días después fue restituido su candidatura a petición del Tricel, acogiendo a la falla del tribunal a favor de ME-O.
En la primera vuelta Enríquez-Ominami quedó en el sexto lugar con cerca del 7.6% de los votos. Durante la misma noche de la elección el líder del PRO entregó su apoyo al abanderado de Apruebo Dignidad, Gabriel Boric, para el balotaje.

### Disolución y continuidad (2022)

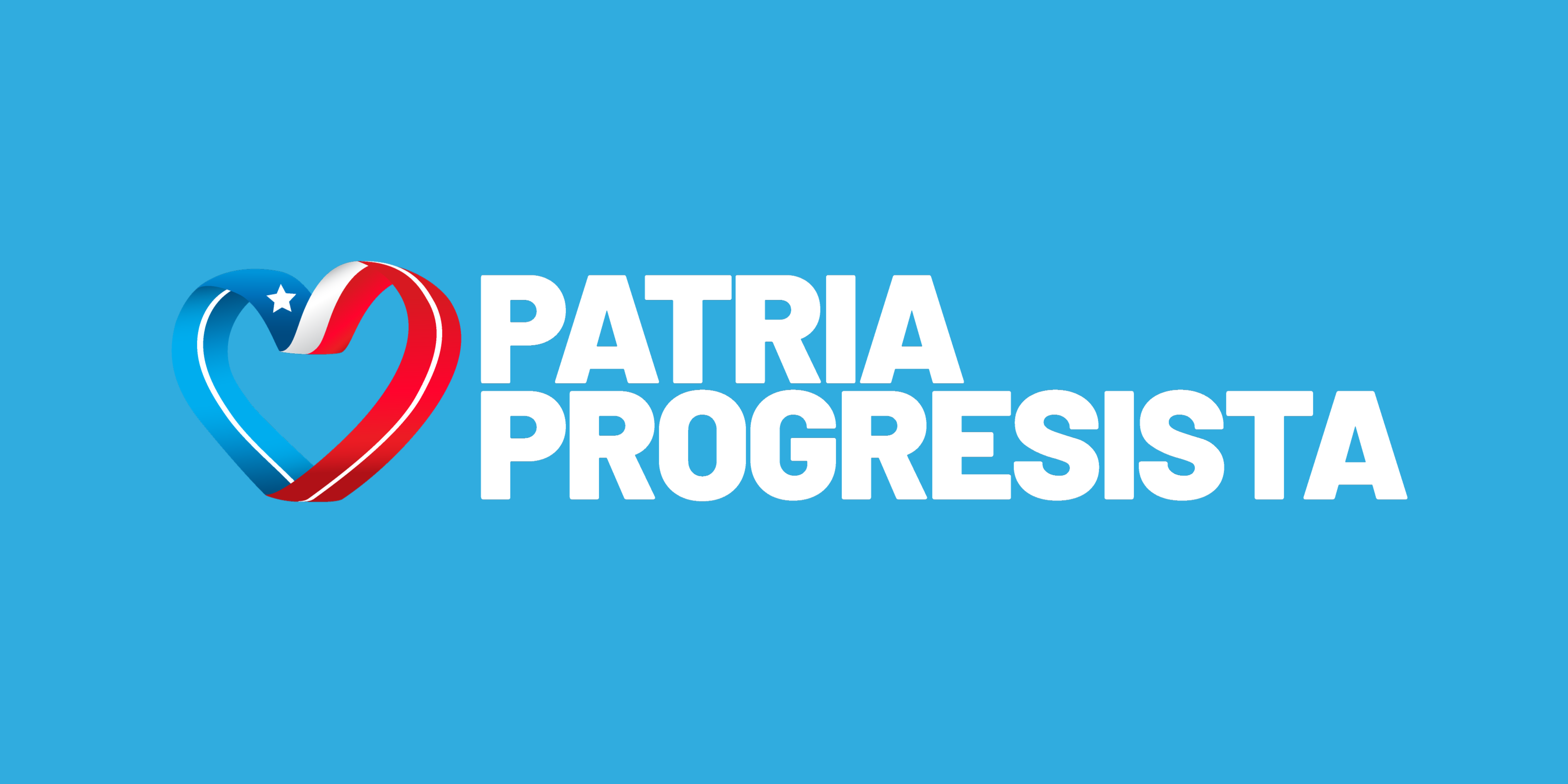
Logotipo de Patria Progresista

La candidatura presidencial de ME-O y el fin de la alianza con Unidad Constituyente hizo que el PRO quedara sin coalición para presentarse en las elecciones parlamentarias de 2021. Debido a esto, el partido inscribió una lista en solitario y logró un 0,73%, sin elegir diputados o senadores. Al no alcanzar el 5% de los votos o la elección de cuatro legisladores en al menos dos regiones distintas, el Servel procedió a la disolución de la colectividad, lo que se concretó en febrero de 2022.
Tras la desaparición del PRO, ME-O anunció la conformación de un movimiento denominado como Otro Chile. El 21 de octubre se anunció el inicio del proceso de legalización de un nuevo partido llamado Patria Progresista, que sería sucesor del PRO.

## Fundación Progresa
En 2010, junto a la creación del Partido Progresista, se crea Fundación Progresa, think tank cuya misión es diseñar y evaluar políticas públicas. Progresa congrega a más de trescientos profesionales que se sienten identificados con el progresismo y que colaboran dándole vida al pensamiento y las políticas públicas progresistas.

## Estructura
El PRO tuvo organismos políticos de carácter nacional y organismos de carácter regional, sin perjuicio de la posibilidad de que en el futuro se crearan comisiones y/o directivas provinciales o comunales. Los organismos nacionales fueron el consejo teneral y la directiva central. Mientras que los organismos regionales fueron el consejo regional y la directiva regional.
Así mismo, el partido contó con un Tribunal Supremo (TS), el cual era conocido como la «Comisión PRO + Democracia», que ejerció una función jurisdiccional, de acuerdo a las atribuciones que se le confieren en la ley y en los estatutos de la colectividad. El último presidente del TS fue Cristián Jamett.

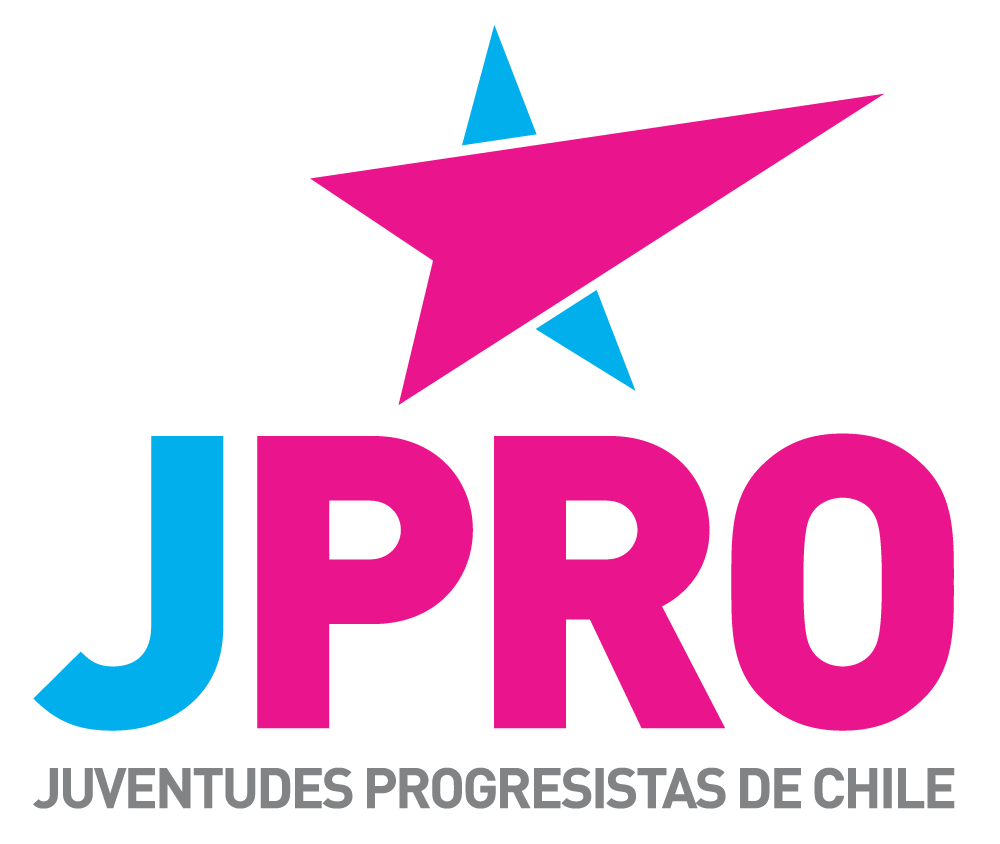
Logo de las Juventudes Progresistas de Chile

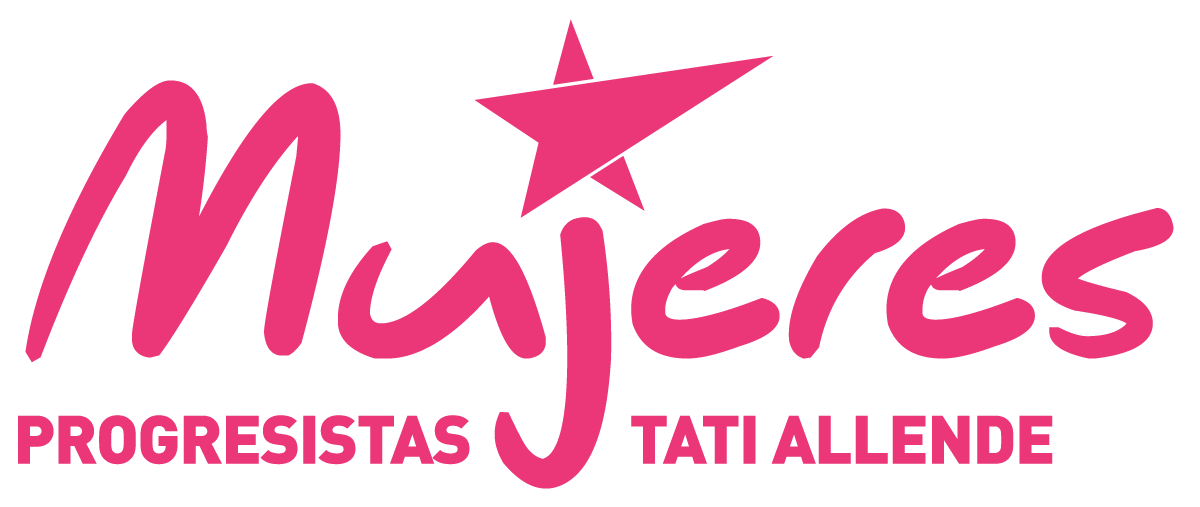
Logo del Frente de Mujeres Progresistas Tati Allende

### Última directiva
- Presidente: Camilo Lagos Miranda
- Secretario General: Jonatan Díaz Herrera
- Tesorero: Valentina Caceres Diaz
- Vicepresidente de Asuntos Programáticos y Formación Política: Ricardo Godoy Soto
- Vicepresidente Electoral: Marcelo Cárdenas Álvarez
- Vicepresidente de Territorio: Pedro Abarca Castro
- Vicepresidente de Género: María Belén Calcagno Valdés
- Vicepresidente de Organizaciones Sociales: Luis Jara Correa
- Vicepresidente de Relaciones Internacionales: Carolina Aedo Retamal
- Vicepresidente de Comunicaciones: Verónica Cifuentes Gutiérrez
- Vicepresidente de Relaciones Políticas: Enzo Galgani Fonseca
- Vicepresidente de Contenidos: Víctor Osorio Reyes
- Vicepresidente de Juventud: Rodrigo Pinto

## Resultados electorales

### Elecciones parlamentarias
|  | 3,80 % |

|  | 3,33 % |

|  | 0,96 % |

|  | 0,73 % |

### Elecciones municipales
|  | 1,60 % |

|  | 2,31 % |

|  | 1,01 % |

|  | 3,47 % |

|  | 0,11 % |

|  | 11,51 % |

### Elecciones de consejeros regionales
|  | 3,86 % |

|  | 3,19 % |

|  | 1,32 % |

### Elecciones de convencionales constituyentes
| Elección | Votos  | % de votos      | Escaños |
| -------- | ------ | --------------- | ------- |
| 2021     | 32 913 | \| \| 0,58 % \| | 1/155   |
|          | 0,58 % |                 |         |

## Autoridades

### Alcaldes
Los alcaldes electos para el periodo 2021-2024 pertenecientes al PRO son:
| Alcalde            | Comuna         | Región               |
| ------------------ | -------------- | -------------------- |
| Pedro Edmunds Paoa | Isla de Pascua | Región de Valparaíso |
| Juan Pablo Flores  | Las Cabras     | Región de O'Higgins  |

### Concejales
En cuanto a la elección de concejales, el partido obtuvo 44 candidatos elegidos, los cuales se dividen por región de la siguiente manera:
| Número | Región                                    | Concejales |
| ------ | ----------------------------------------- | ---------- |
| XV     | Arica y Parinacota                        | 4          |
| I      | Tarapacá                                  | 2          |
| II     | Antofagasta                               | 3          |
| III    | Atacama                                   | 7          |
| IV     | Coquimbo                                  | 0          |
| V      | Valparaíso                                | 5          |
| XIII   | Metropolitana de Santiago                 | 6          |
| VI     | Libertador General Bernardo O'Higgins     | 3          |
| VII    | Maule                                     | 2          |
| VIII   | Biobío                                    | 0          |
| IX     | Araucanía                                 | 7          |
| XIV    | Los Ríos                                  | 0          |
| X      | Los Lagos                                 | 4          |
| XI     | Aysén del General Carlos Ibáñez del Campo | 1          |
| XII    | Magallanes y de la Antártica Chilena      | 0          |
|        | Total nacional                            | 44         |

## Logotipos

Emblema utilizado entre 2010 y 2013.
Emblema utilizado desde 2014 a 2018.
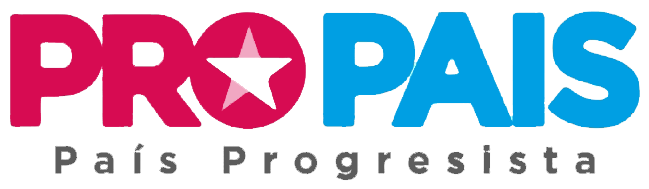
Emblema utilizado entre 2018 y 2019.
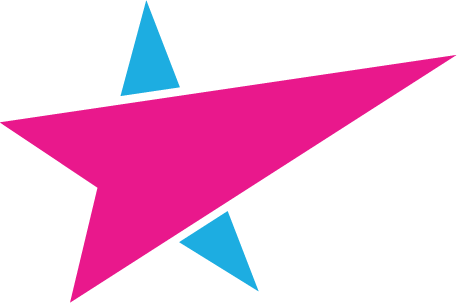
Emblema utilizado entre 2019 y 2022.